# Heidemarie Konzack
Heidemarie Konzack (* 13. September 1943 in Cottbus) ist eine deutsche Politikerin (SPD).

## Leben
Nach dem Abitur machte Konzack in den Jahren 1962 bis 1963 eine Berufsausbildung zur Elektrozeichnerin und arbeitete anschließend bis zum Jahr 1967 in diesem Beruf. Zwischen 1965 und 1970 absolvierte sie ein Fernstudium zur Elektroingenieurin. Ab dem Jahr 1967 arbeitete sie als Konstrukteurin, dann von 1970 bis 1990 als Diplom-Elektroingenieurin. In den Jahren 1990 bis 1994 war sie hauptberuflich Geschäftsführerin der SPD für den Unterbezirk Cottbus, Spree-Neiße-Kreis. Konzack ist Mutter eines Kindes.
Bei der Landtagswahl in Brandenburg 1994 wurde sie als Direktkandidatin der SPD im Wahlkreis 40 (Cottbus I) in den brandenburgischen Landtag gewählt. Bei der Wahl im Jahr 1999 gelang es ihr, den Erfolg zu wiederholen und für eine weitere Legislaturperiode in den Potsdamer Landtag einzuziehen. Sie war Abgeordnete vom 11. Oktober 1994 bis zum 13. Oktober 2004. Konzack war kulturpolitische Sprecherin der SPD-Landtagsfraktion, sie gehörte dem Landtagsausschuss für Wissenschaft, Forschung und Kultur und dem Ausschuss für Arbeit, Soziales, Gesundheit und Frauen an, in den Jahren 1994 bis 1999 war sie zudem Mitglied des Haushaltskontrollausschusses.
Sie nahm am 23. Mai 1999 an der 11. Bundesversammlung teil, bei der Johannes Rau zum Bundespräsidenten gewählt wurde.
Konzack war zeitweise Mitglied des Verwaltungsrats Staatstheater Cottbus und Vorstandsmitglied des Fördervereins des Sozialpädiatrischen Zentrums Cottbus „Kinderlachen“ e. V. Sie war auch Mitglied im Vorstand des Landesmusikschulverbandes. In den Jahren 2005 bis 2015 war sie Vorsitzende des Vereins Fürst Pückler in Branitz e. V., eines Fördervereins für das Fürst-Pückler-Museum Schloss Branitz.